# Ferenc Keserű (waterpolospeler)
Ferenc Keserű (Boedapest, 27 augustus 1903 – aldaar, 16 juli 1968) was een Hongaars waterpolospeler.
Ferenc Keserű nam als waterpoloër driemaal deel aan de Olympische Spelen in 1924, 1928 en 1932. In 1924 eindigde hij met Hongarije als vijfde. Hij speelde vier wedstrijden. In 1928 speelde hij vier wedstrijden en scoorde vier keer. Hij eindigde op een tweede plaats. In 1932 speelde hij twee wedstrijden en eindigde op de eerste plaats. In totaal veroverde hij een gouden en een zilveren medaille.
In de competitie kwam Keserű uit voor Kerületi Vivó Egylet en Magyar Testgyakorlók Köre.
Ferenc Keserű komt uit een waterpolofamilie, zijn broer Alajos Keserű kwam in dezelfde periode ook voor het Hongaarse waterpoloteam uit.
István Barta · 
Tibor Fazekas · 
Lajos Homonnai · 
Márton Homonnai · 
Alajos Keserű · 
Ferenc Keserű · 
József Vértesy · 
János Wenk
István Barta · 
Sándor Ivády · 
Olivér Halassy · 
Márton Homonnai · 
Alajos Keserű · 
Ferenc Keserű · 
József Vértesy
István Barta · 
György Bródy · 
Sándor Ivády · 
Olivér Halassy · 
Márton Homonnai · 
Alajos Keserű · 
Ferenc Keserű · 
János Németh · 
Miklós Sárkány · 
József Vértesy